# Initialschrei
Als Initialschrei wird ein Geräusch bezeichnet, das Patienten gelegentlich zu Beginn eines generalisierten, meist tonisch-klonischen epileptischen Anfalls von sich geben. Es entsteht, wenn sich durch den Anfall die Muskeln fest zusammenziehen (Muskelkontraktion), einschließlich der Atem- und der Kehlkopfmuskulatur, und dadurch die Luft in den Lungen durch die geschlossene Stimmritze gepresst wird. Das dabei entstehende Geräusch ähnelt meist einem lauten Stöhnen oder hat einen kehligen Klang und hält einige Sekunden an, Dauer und Lautstärke hängen aber auch vom Füllungszustand der Lungen zu Beginn des Anfalls ab.
Der Initialschrei ist bereits ein Symptom der tonischen Phase des epileptischen Anfalls und gehört nicht zur Aura. Es ist auch nicht Ausdruck von Schmerzen, Überraschung oder anderer Emotionen. Der Patient ist zu dem Zeitpunkt bereits bewusstlos und hat später keine Erinnerung an den Schrei (retrograde Amnesie). Nicht-generalisierte Epilepsieformen gehen üblicherweise nicht mit einem Initialschrei einher. Der typische „laryngeale“ Charakter des Iinitialschreis bei einem epileptischen Anfall hat eine hohe Sensitivität (85 %) und Spezifität (100 %) mit sicherer Abgrenzung von psychogenen nichtepileptischen Anfällen, die üblicherweise mit Lautäußerungen wie Husten, Stöhnen oder Weinen einhergehen.